# Xavier Bichat
Marie François Xavier Bichat (1771 – 1802) byl francouzský anatom a fyziolog. Jako první představil pojem tkáň jako samostatný subjekt. Přestože nepoužíval mikroskop, lidskému tělu skvěle rozuměl. Je považován za otce moderní histologie a patologie.

## Život
Marie François Xavier Bichat byl synem lékaře Jeana Baptiste Bichata (1746–1812) a jeho manželky Jeanne Rose Bichardové (1741–1809). Jeho sourozenci byli Claude Joseph François Regis (1773–1774), Pierre Jean Baptiste César (* 1776), Rose M. Bichat (1778–1809). Studoval matematiku a později medicínu v Montpellier. Od 1791–1793 studoval Bichat pod vedením chirurga Marc-Antoine Petita (1766–1811) v Lyonu chirurgii a anatomii.
Za celý svůj život provedl Bichat asi 600 pitev. Přitom zkoumal strukturu lidského těla, tkání a orgánů. Navzdory tomu, že pracoval bez mikroskopu, objevil 21 různých typů tkání v lidském těle. Objevil i nemoci, které napadají tkáně orgánů.
Je jedním ze 72 významných mužů, jejichž jméno je zapsáno na Eiffelově věži v Paříži.

## Dílo
- Traité des membranes en général, et de diverses membranes en particulier
- Anatomie générale appliquée à la physiologie et à la médecine
- Recherches physiologiques sur la vie et la mort